# MilanoToday
MilanoToday è un quotidiano online dell'area di Milano che tratta principalmente di cronaca nera, politica e cultura locale. 

## Storia
Il giornale, nato nel 2009, fa parte della piattaforma di giornalismo partecipativo del gruppo editoriale Citynews. Attualmente il direttore responsabile è Alessandro Rovellini.
A marzo 2020 la testata dichiarava un record mensile di 7 milioni di visite (fonte Google Analytics).

## Descrizione
Il giornale si propone come piattaforma di giornalismo partecipativo dando la possibilità ai lettori di caricare direttamente notizie e segnalazioni mediante l'applicazione o via web. È stato creato nel tempo uno dei principali database di notizie di cronaca locale ed iperlocale che viene utilizzato per analisi di data journalism.
Nel giugno 2022 il giornale ha aperto, in abbonamento, la sezione Dossier dedicata alle inchieste e agli approfondimenti sulla città di Milano, coordinata da Luca Rinaldi.

## Riconoscimenti
- 2018 - Ambrogino d'Oro: candidata[7].